# Gajówka Wschodnia
Gajówka Wschodnia (prononciation : [ɡaˈjufka ˈfsxɔdɲa]) est un village polonais situé dans la gmina de Stoczek dans le powiat de Węgrów et en voïvodie de Mazovie dans le centre-est de la Pologne.
Le village a une population de 33 habitants en 2008.

## Histoire
De 1975 à 1998, le village appartenait administrativement à la voïvodie de Siedlce.